# The Devil Conspiracy
The Devil Conspiracy es una película de terror y ciencia fantástica de 2022 escrita y producida por Ed Alan y dirigida por Nathan Frankowski. Está protagonizada por Alice Orr-Ewing, Joe Doyle, Eveline Hall, Peter Mensah, Joe Anderson, Spencer Wilding, Brian Caspe y James Faulkner.
Filmada en la República Checa, se estrenó en el Festival Internacional de Cine Fantástico de Bruselas el 10 de septiembre de 2022 y en los cines el 13 de enero de 2023. La película recibió reseñas generalmente negativas de los críticos.

## Trama
En un conflicto celestial, Lucifer lidera una rebelión y es arrojado al infierno por Dios. El Arcángel Miguel intenta encadenar a Lucifer, pero niega su petición de apoyo.
En los tiempos modernos, Laura investiga la batalla de los ángeles y se muestra escéptica sobre su realidad. Una empresa de biotecnología, en secreto un culto que adora a Lucifer, tiene como objetivo liberar a Lucifer usando el Sudario de Turín. La líder del culto, Liz, mata al padre Marconi, roba el Sudario y planea usarlo para crear un recipiente para Lucifer.
Miguel, que posee a un sacerdote, se entera de una profecía que involucra a una mujer malvada y una bestia que dan a luz al ser de Lucifer. Lucifer se libera cuando los cultistas llevan a Laura y a otras tres mujeres: Sophia, Brenda y Mia a sus instalaciones. La Bestia de la Tierra captura a Laura y Sophia, pero Lucifer posee a Sophia y mata al resto juzgándolos como inadecuados, dejando solo a Laura para que Lucifer la posea. Michael rescata a Laura y se encuentra con ángeles caídos que revelan el plan del culto de traer el infierno a la Tierra.
Lucifer manipula a Laura, quien se libera momentáneamente e intenta suicidarse. Liz llega y Lucifer recupera a Laura para detenerla. Michael recupera su espada con la ayuda de las almas atrapadas. Laura da a luz un niño, cumpliéndose la profecía. Miguel revela el plan de Dios para el niño: destruir a Lucifer. Liz entonces decide proteger al bebé y ordena la masacre del culto.
Michael salva a Laura y juntos se enfrentan a Liz, revelando la verdad. Laura escapa con el niño y Michael lucha contra la Bestia. Cierra el portal al infierno usando explosivos, destruyendo la instalación. El niño, ahora a salvo, es llevado al Vaticano.
Michael salva a Laura y juntos se enfrentan a Liz, revelando la verdad. Laura escapa con el niño y Michael lucha contra la Bestia. Cierra el portal al infierno usando explosivos, destruyendo la instalación. El niño, ahora a salvo, es llevado al Vaticano.

## Reparto
- Alice Orr-Ewing como Laura Milton
- Joe Doyle como el padre Michael Marconi
- Eveline Hall como Liz
- Peter Mensah como Arcángel Miguel
- Joe Anderson como Lucifer
- Brian Caspe como Dr. Laurent
- James Faulkner como el cardenal Vincini
- Spencer Wilding como Bestia de la Tierra
- Victoria Chilap como Brenda
- Wendy Rosas como Sophia

## Producción
La fotografía principal se llevó a cabo en Praga y otros lugares de la República Checa de marzo a abril de 2019 bajo el título provisional dEvil.